# Trai ngọc môi đen
Trai ngọc môi đen (Danh pháp khoa học: Pinctada margaritifera) là một loài trai ngọc trong họ Pteriidae.

## Đặc điểm
Bề ngoài chúng có hình đĩa, tròn dẹt, con lớn đường kính hơn 20 cm. Mặt ngoài thường sần sùi, nhiều vân và vảy nhỏ, có các sinh vật bám như: giun nhiều tơ (Sedentery), hàu (Dendropoma). Bản lề của chúng thẳng, răng biến mất thay vào đó là một khối keo đàn hồi màu đen. Mặt trong trơn và sáng, nổi lên xà cừ ánh nhiều màu (7 sắc cầu vồng). Mép viền quanh vỏ màu nâu vàng, ở con nhỏ có nhiều tia màu đen, tia này biến mất ở con lớn trên 150 mm. 

## Tập tính
Sống ở vùng triều, những con lớn thường sống ở dưới triều, có khi sâu 20 m nước. Có chân tơ bám vào bờ đá, rạn san hô hay những giá bám cứng khác. Thường sống tập trung 5 - 10 cá thể trên một vật bám. Chúng phân bố ở Phía Nam đảo Kii, Penisula, Honshu. Ở Việt Nam chúng có ở Đà Nẵng, Khánh Hòa, Bình Thuận, đảo Hoàng Sa, Phú Quốc, Côn Đảo.